# Алазони
Алазо́ни, алізони (грец. Ἁλιζῶνες; Halizonians, Alazones) — плем'я, яке жило в 7-2 століттях до н. е. в басейні Південного Бугу на північ від Ольвії, і згадані в «Одіссеї» Гомера.
Дані про них містяться в працях Геродота, Страбона, Павсанія і Стефана Візантійського; Гекатей Мілетський, Менекрат Елейський; Пліній Старший, Палефат. Алазони займались землеробством і вели осілий спосіб життя, вирощували зернові культури, в тому числі просо, сочевицю, а також цибулю, часник. Аполлодор Афінський згадав імена їхніх вождів ─ Одія, Епістроф, які були синами Мекістея.
Там, де річки Тірас (нині Дністер) та Гіпаніс (нині р. Південний Буг) зближують свої річища, знаходилося священне джерело Ексампей, а по Ексампею проходив кордон між алазонами і скіфами-орачами. Алазони — північні сусіди калліпідів.
Колишні місця розселення алазонів на сьогодні ще недостатньо досліджені, територія їх перебування має багато ще не вивчених поселень і городищ скіфського періоду (північ і центр сучасної Миколаївської області), тому зв'язати з ними певну групу археологічних пам'яток важко. Свого часу з цим народом пов'язувалися поховання у зернових ямах, відкриті на території античного поселення біля села Варварівки, що поблизу м. Миколаєва, пізніше — тимчасові стоянки ранньої залізної доби у Побужжі. Зараз вважають, що алазонам належали степові скіфські поховання, локалізовані у Нижньому Побужжі.
Одна частина дослідників відносить їх до протослов'ян, інша — до скіфських племен.

## Свідчення з «Історії» Геродота
```
Від гавані 
борисфенітів
 (бо вона розташована якраз посередині приморської частини всієї 
Скіфії
), від неї і далі перший народ, котрий можна зустріти, це 
калліппіди
, які є напів 
елліни
 і напів 
скіфи
, над ними є інший народ, що називається 
алізонами
. Вони і калліппіди взагалі мають такий спосіб життя, як і скіфи, але сіють і їдять пшеницю і цибулю та часник і сочевицю та просо. Над алізонами живуть 
скіфи-оратаї
, які сіють пшеницю не для їжі, а на продаж. Ще далі над ними живуть 
неври
, а далі на північ від неврів, наскільки я знаю, є незалюднена країна. Оці народності живуть уздовж річки 
Гіпанія
 на заході від 
Борисфена
.
```

(Історія. 4-а книга 17 уривок)
```
Третя річка - це 
Гіпаній
, її джерело в Скіфії і починається вона з великого озера, навколо якого пасуться дикі білі коні. І правильно називають це озеро матір'ю Гіпанія. Отже, з нього витікає річка Гіпаній і на відстані п'яти днів шляху в ньому ще небагато води і його вода солодка, але після того на відстані чотирьох днів шляху від моря його вода стає дуже гіркою. Це тому, що в нього вливається одне гірке джерело, яке хоч і зовсім мале, але дуже гірке і його вода змішується з водою Гіпанія, що є великою річкою серед малих, і це джерело надає його воді такий смак. Це джерело є на межі країн скіфів - землеробів і 
алізонів
. Назва цього джерела і місцевості, звідки витікає його вода, по-скіфському 
Ексампай
, а по-еллінському - Священні шляхи. 
Тирас
 і Гіпаній у країні алізонів не дуже віддаляються один від одного, але звідти і далі кожен із них розходиться з іншим і відстань між ними розширюється.
```

(Історія. 4-а книга 52 уривок)